# Justicia orbicularis
Justicia orbicularis är en akantusväxtart som först beskrevs av Gustav Lindau, och fick sitt nu gällande namn av V.A.W. Graham. Justicia orbicularis ingår i släktet Justicia och familjen akantusväxter. Inga underarter finns listade i Catalogue of Life.